# Улица Цимбалина
Улица Цимбалина — улица в Невском районе Санкт-Петербурга, ограничена улицей Бабушкина и Цимбалинским путепроводом. Длина — 1,36 км. За путепроводом переходит в улицу Белы Куна.

## История
Бывший Муравьёвский переулок (название известно с 1896 года и происходило, вероятно, от фамилии землевладельца). 22 февраля 1939 года переулок был назван улицей Цимбалина в честь главного врача земской больницы за Невской заставой В. В. Цимбалина (1873—1920).

## Пересечения
Пересекает следующие улицы:
- улица Седова
- Белевский проспект (примыкание)

## Достопримечательности
- АТС-560
- Октябрьский электровагоноремонтный завод
- Детская больница № 15 им. Цимбалина (дом 58)
- Цимбалинский путепровод